# Cabuu
Cabuu (Eigenschreibweise cabuu) ist ein Vokabeltrainer als Lernkartei-Software, der speziell für Schüler entwickelt wurde.

## Geschichte
Die Idee hinter cabuu stammt aus der Universität Tübingen. Der Sprachforscher Christian Ebert wollte seine Erkenntnisse von Gesten in der Sprache, die er seit 2013 erforscht hat, zur Vereinfachung des Lernens von Vokabeln nutzen. Zusammen mit dem damaligen Student der Computerlinguistik und Freelancer-Programmierer Christopher Dilley sowie der Designerin Lea Schumm gründete er 2017 die cabuu GmbH.
2019 stellte das Team seine App im Januar auf der Learntec in Karlsruhe und im März auf der Didacta in Stuttgart vor. Bald darauf veröffentlichte es cabuu in den App Stores. Am 13. August 2019 erschien cabuu auf Google Play und 2019 ohne Datumsangabe im Apple Store. Im selben Jahr erhielt cabuu dafür ein Siegel des Comenius-EduMedia-Awards.
Ende Januar 2020 nahm cabuu wieder an der Learntec in Karlsruhe teil. Seit Februar 2020 kooperiert die Realschule am Rennbuckel in Karlsruhe mit cabuu. Seit 9. März 2021 bietet cabuu Lateinisch als weitere Fremdsprache an, am 20. Juli desselben Jahres ist Spanisch dazugekommen. 2023 beteiligte sich capacura, ein europäischer Startup-Investor an cabuu.
Verschiedene Medien berichteten seit seiner Gründung über die Software, darunter die Südwest Presse, Spektrum der Wissenschaft, Home & Smart, Just School und talkReal.

## Lernmethode
In cabuu werden alle zu lernenden Vokabeln mit Hilfe von Animationen und Gesten, dem sogenannten „gestischen Lernen“, beigebracht. Diese werden von Bo, dem Maskottchen von cabuu, ausgeführt. Bei einer Vokabel führt er passend zur Bedeutung eine Aktion aus, die durch interaktive Bedienung des Displays ausgelöst wird. Die Vokabel wird während der Animation laut vorgelesen. Damit wird die Vokabel gleichzeitig gesehen, gehört und ausgeführt, wodurch sie multisensorisch gelernt und eingeprägt werden soll.
Bei cabuu stehen fünf, in der Basis-Version ein bis zwei, Lernmodi zur Verfügung, die vom Benutzer gewählt werden können.
Ein Algorithmus berechnet dabei das Lernverhalten des Benutzers, sodass die für den Benutzer am schwierigsten zu merkenden Vokabeln am häufigsten wiederholt werden.

## Verlagspartner
Cabuu arbeitet mit den Verlagen Cornelsen, Westermann und Langenscheidt zusammen und hat einige derer Wörterbücher bzw. Datenbanken in der App integriert.
Die Wörterbücher für die Vokabeln in cabuu werden von Langenscheidt bereitgestellt. Dadurch wird nach Angaben von cabuu die korrekte Eingabe und Übersetzung der Vokabel sichergestellt sowie versehentliche Tippfehler vermieden. Diese sind nur in der Premium-Version von cabuu verfügbar.
Cornelsen und Westermann stellen bei cabuu kostenpflichtig die Vokabellisten mehrerer Wörterbücher bereit.

## Trivia
- Der Name „cabuu“ wurde vom englischen Wort „vocabulary“ (deutsch Vokabular, Wortschatz) abgeleitet.[6]